# Edward Anderson (cyclisme)
Pour les articles homonymes, voir Edward Anderson et Anderson.
Edward "Eddie" Anderson, né le 18 avril 1998 à Richmond, est un coureur cycliste américain.

## Biographie
Après de bons résultats au niveau local en VTT, Edward Anderson est engagé en 2017 par la formation américaine Hagens Berman-Axeon, dirigée par Axel Merckx.

## Palmarès
- 2017
  - Stokesville 60K[2]
  - Miller School Road Race

## Classements mondiaux
| Année                                 | 2018  | 2019  |
| ------------------------------------- | ----- | ----- |
| Classement mondial                    | 2310e | 2671e |
| UCI America Tour                      | 297e  | 430e  |
|                                       |       |       |
| Légende : nc = non classéSource : UCI |       |       |